# Anemonia manjano
Anemonia manjano är en havsanemonart som beskrevs av Oscar Henrik Carlgren 1900. Anemonia manjano ingår i släktet Anemonia och familjen Actiniidae. Inga underarter finns listade i Catalogue of Life.

## Bildgalleri

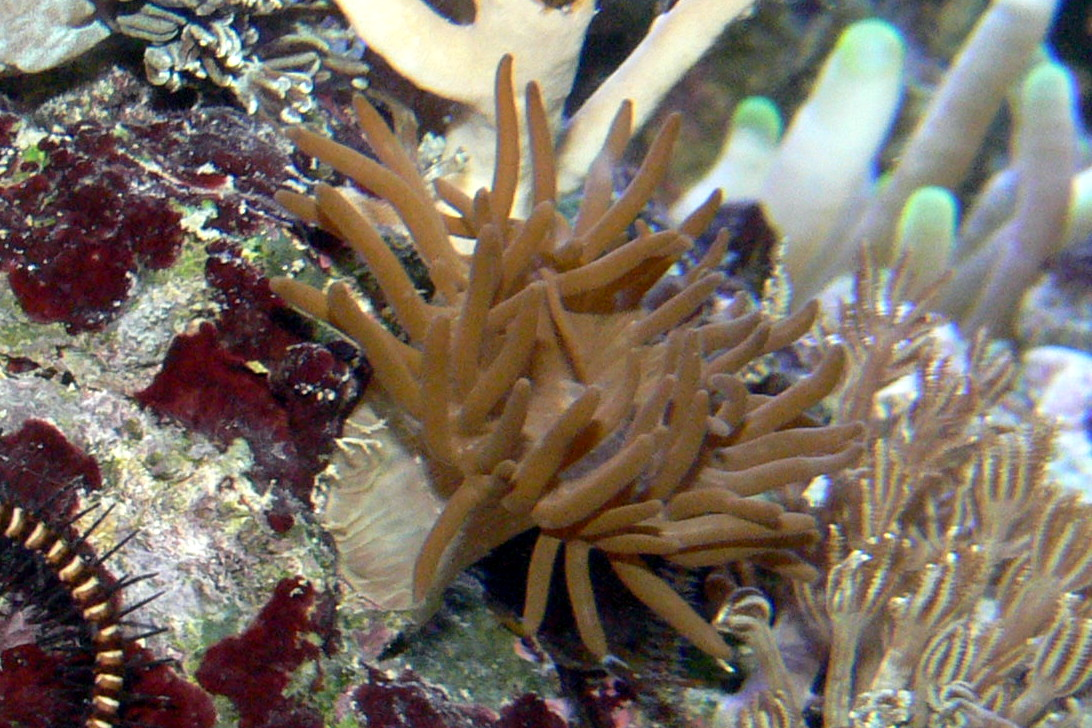